# 簡保之宿

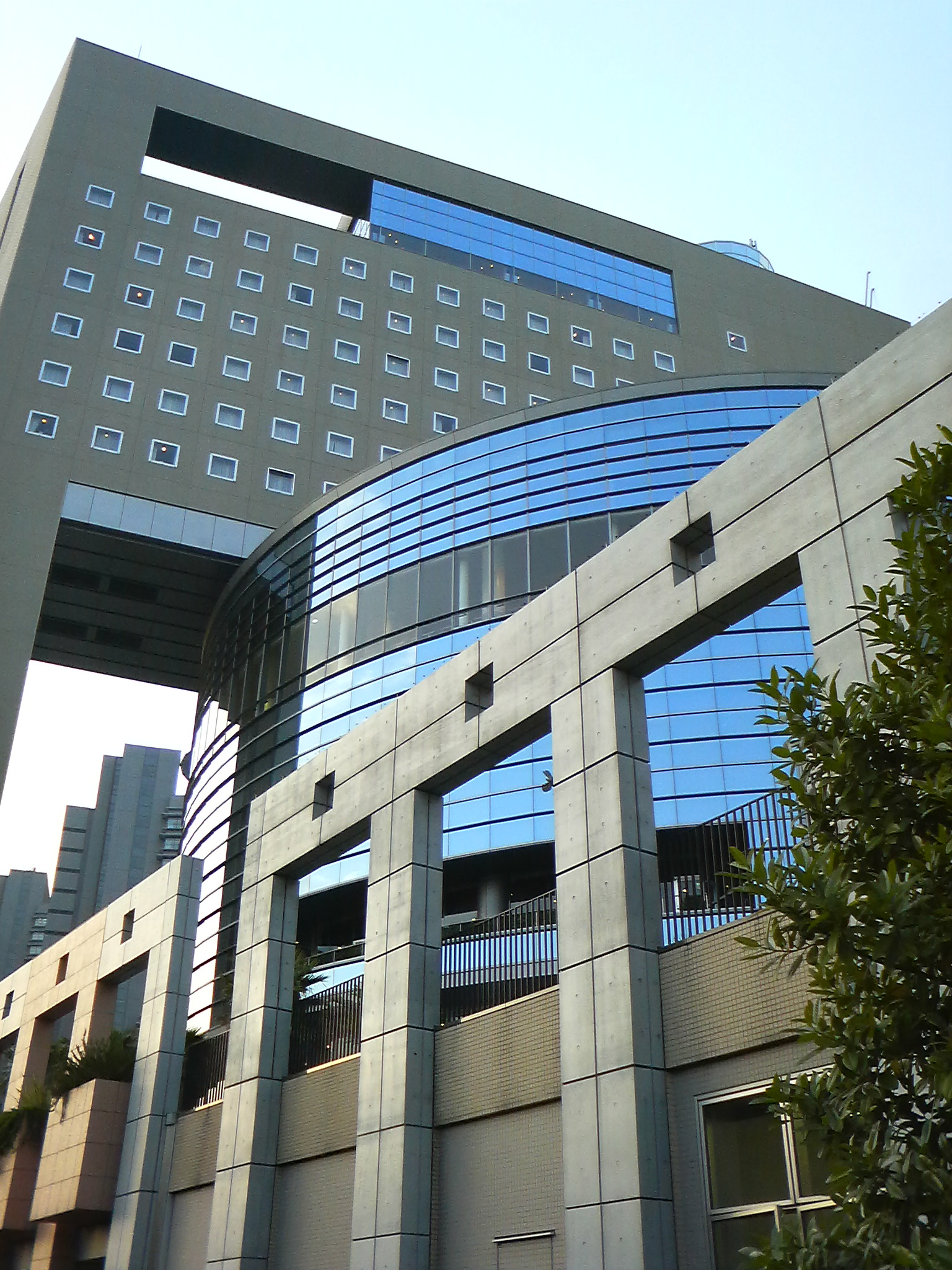
Rafre SAITAMA（綜合健康増進中心）

簡保之宿（日语：／ kanpo no yado */?），是由日本郵政株式会社所經營的酒店及旅館事業。

## 概要
2007年10月1日，日本郵政民營化之前，簡保之宿是基於《簡易生命保險法》第101条設立、以簡易保險投保者為服務對象。但由於宿泊設施是「簡易保險加入者限定」被指責是「事實質上『会員制度』」，且業務上因與一般酒店·旅館事業無異，批評壓迫民營業者的生存空間。
長久以來，簡保之宿是以事業團的公共法人身分（簡易保險福祉事業團）運營，在對特殊法人進行改革後、改由新設國營事業體「日本郵政公社」直營，其後在分割民營化改為「日本郵政株式会社」持有。
郵政民營化方案實施後，同等設施U-PORT（旧東京簡易保險会館）則獨立「簡保之宿」連鎖，直屬於日本郵政株式会社運営的酒店·旅館事業。MIELPARQUE則改以基於日本《旅館業法》，由都道府県知事發出許可運営。「簡保之宿（かんぽの宿）」一名其實是在郵政民營化以前的愛称、正式名稱應為或，民營化改以為正式名稱使用。

## 利用方法
郵政民營化前與一般宿泊設施不同，簡易保險投保者（契約者、被保險者、受取人）具優先利用權。簡易保險加入者宿泊時必須提供相關証明（簡保之宿會員卡、簡易保險保險証書副本等）。簡易保險非加入者亦可利用簡保之宿設施，唯利用時會徵收額外費用。於郵政省・郵政事業廳時期，簡保之宿設施可透過郵便局預約泊宿。
郵政民營化後與一般旅館無異，各項設施均可透過旅行社或直接預約、無須提交簡易保險投保証明就可投宿。宿泊費用劃一為民營化前簡保投保者之標準收費。

## 施設
休閒渡假設施（簡易保險休閒會館）

### 施設一覧

#### 北海道
- 簡保之宿小樽（旧小樽投保者療養會館）
- 簡保之宿十勝川（旧十勝川休閒會館）

#### 東北
- 簡保之宿一關（旧一關休閒會館）
- 簡保之宿松島（旧松島休閒會館） - 受東日本大震災海嘯破壞長期休館中（2011年3月11日 - ）
- 簡保之宿橫手（旧横手休閒會館）
- 簡保之宿郡山（旧郡山休閒會館）
- 簡保之宿磐城（旧磐城休閒會館）

#### 関東
- 簡保之宿大洗（旧大洗休閒會館）
- 簡保之宿潮来（旧潮来休閒會館）
- 簡保之宿塩原（旧塩原休閒會館）

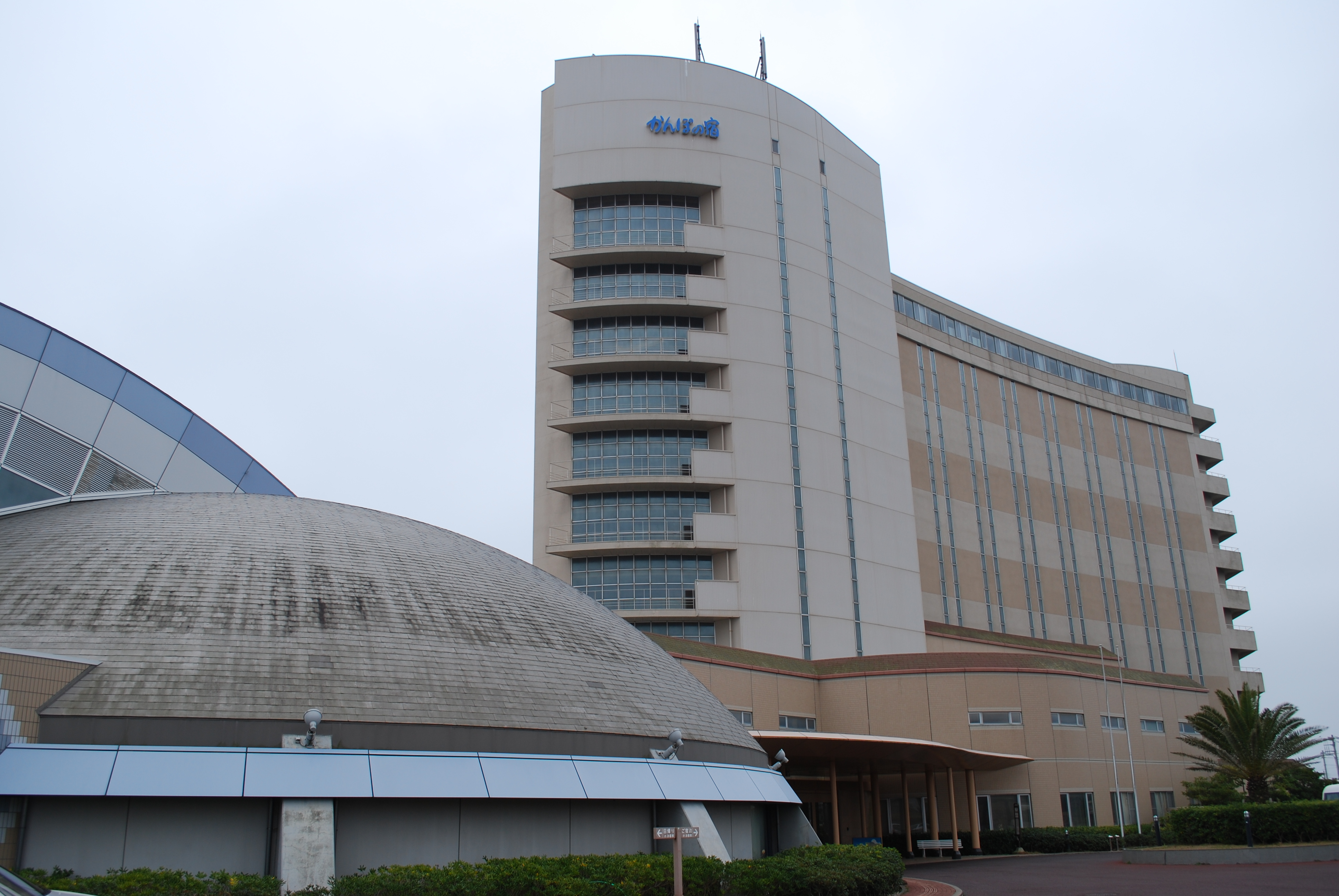
簡保之宿旭（向九十九里濱方面）

- 簡保之宿栃木喜連川温泉（旧栃木喜連川温泉休閒會館）
- 簡保之宿草津（旧草津休閒會館）
- 簡保之宿磯部（旧磯部休閒會館）
- 簡保之宿寄居（旧寄居休閒會館）
- 簡保之宿青梅（旧青梅休閒會館）
- 簡保之宿鴨川（旧鴨川投保者療養會館）
- 簡保之宿旭（旧旭休閒會館）
- 簡保之宿勝浦（旧勝浦休閒會館）
- 簡保之宿箱根（旧箱根休閒會館）
- 簡保之宿石和（旧石和休閒會館）

#### 信越・北陸
- 簡保之宿柏崎（旧柏崎投保者療養會館） - 因改築工事長期休館中・及後改建凍結（2005年10月1日 - ）
- 簡保之宿諏訪（旧諏訪休閒會館）
- 簡保之宿富山（旧富山休閒會館）
- 簡保之宿山代（旧山代休閒會館）
- 簡保之宿郷白山尾口（旧白山尾口綜合康樂會館）
- 簡保之宿福井（旧福井休閒會館）

#### 東海
- 簡保之宿熱海本館（旧熱海本館投保者療養會館）
- 簡保之宿熱海別館（旧熱海別館投保者療養會館）
- 簡保之宿修善寺（旧修善寺投保者療養會館）
- 簡保之宿伊豆高原（旧豆高原休閒會館。愛称「簡保酒店（かんぽホテル）」）
- 簡保之宿焼津（旧焼津休閒會館）
- 簡保之宿濱名湖三之日（旧浜名湖三日休閒會館）
- 簡保之宿三根（旧三根休閒會館）
- 簡保之宿知多美浜（旧知多美浜休閒會館）
- 簡保之宿恵那（旧恵那休閒會館）
- 簡保之宿岐阜羽島（旧岐阜羽島休閒會館）
- 簡保之宿熊野（旧熊野休閒會館）
- 簡保之宿鳥羽（旧鳥羽休閒會館）

#### 近畿
- 簡保之宿彦根（旧彦根休閒會館）
- 簡保之宿舞鶴（旧舞鶴休閒會館） - 因改築工事長期休館中・及後改建凍結（2005年10月1日 - ）
- 簡保之宿富田林（旧富田林休閒會館）
- 簡保之宿有馬（旧有馬休閒會館）
- 簡保之宿赤穂（旧赤穂休閒會館）
- 簡保之宿淡路島（旧淡路島休閒會館）
- 簡保之宿大和平群（旧大和平群投保者療養會館）
- 簡保之宿奈良（旧奈良休閒會館）
- 簡保之宿白浜（旧白浜投保者療養會館）
- 簡保之宿紀伊田辺（旧紀伊田辺休閒會館）

#### 中国・四国
- 簡保之宿皆生（旧皆生投保者療養會館）
- 簡保之宿美作湯郷（旧美作湯郷休閒會館）
- 簡保之宿竹原（旧竹原休閒會館）
- 簡保之宿光（旧光休閒會館）
- 簡保之宿湯田（旧湯田休閒會館）
- 簡保之宿徳島（旧徳島休閒會館）
- 簡保之宿観音寺（旧観音寺投保者療養會館）
- 簡保之宿坂出（旧坂出休閒會館）
- 簡保之宿道後（旧道後投保者療養會館）
- 簡保之宿伊野（旧伊野休閒會館）

#### 九州
- 簡保之宿北九州（旧北九州休閒會館）
- 簡保之宿柳川（旧柳川休閒會館）
- 簡保之宿島原（旧島原休閒會館） - 長期休館中（2005年3月1日 - ）
- 簡保之宿山鹿（旧山鹿休閒會館）
- 簡保之宿阿蘇（旧阿蘇休閒會館）
- 簡保之宿別府（旧別府投保者療養會館）
- 簡保之宿日田（旧日田休閒會館）
- 簡保之宿日南（旧日南休閒會館）
- 簡保之宿那覇康樂會館

## 設施出售問題
2009年5月29日、日本郵政牽頭成立的「不動產出售等相關第三方檢討委員会（不動産売却等に関する第三者検討委員会）」針對該項問題出版調查報告書，書內得出「物業估價是通過評估其費用性（成本）、市場性（需求）及收益性（營收）而得出，故此估價妥當」「轉讓價格估值出價最高的就是歐力士不動產，同時也是市價」等結論。
2011年3月、民主党以「特別背信未遂」告發時任社長西川善文，經東京地檢特搜部受理調查後表示「（西川）決定與目標估價出價最接近的歐力士不動產成交並無違反任務之虞」，判斷無瀆職之嫌並宣布不起訴處分。。

### 廢止設施
於郵政民營化之前、一部分設施已進行統合重整。
- 網走療養中心（網走保養センター，2004年2月29日關閉。現為的設施部分之一）
- 洞爺療養中心（洞爺保養センター，2004年3月底關閉）
- 碇之關療養中心（碇ヶ関保養センター，2004年3月底關閉）
- 越中庄川峡療養中心（越中庄川峡保養センター，2004年3月底關閉）
- 伊予肱川療養中心（伊予肱川保養センター，2004年3月底關閉）
- 土佐中村療養中心（土佐中村保養センター，2004年3月底關閉）
- 男鹿療養中心（男鹿保養センター，2004年3月底關閉。2006年4月開始以「鵜之崎温泉 客棧樂一（鵜ノ崎温泉 お宿楽一）」名義營運、後於2008年6月閉館）
- 日向療養中心（日向保養センター，2004年3月底關閉）
- 大沼療養中心（大沼保養センター，2005年3月底關閉）
- 十和田療養中心（十和田保養センター，2005年3月底關閉）
- 層雲峽療養中心（層雲峡保養センター，2006年3月底關閉。クラフト㈱が買収したが、開発を断念し売却、転売のうちに建物が増資水増し事件に巻き込まれている[3]）
- 白石投保者療養會館（白石加入者ホーム，2006年3月底關閉。2007年4月改以「藥師溫泉向日葵中心（薬師の湯ひまわりセンター）」名義營運）
- 盛岡療養中心（2006年3月底關閉。2007年10月から医療法人友愛会がとして有料老人ホーム・通所リハビリステーション・デイサービス拠点等に転用）
- 米澤療養中心（米沢保養センター，2006年3月底關閉。層雲峡保養センターとともに増資水増し事件に巻き込まれている）
- 佐渡療養中心（佐渡保養センター，2006年3月底關閉。クラフト㈱收購接管）
- 妙高高原療養中心（妙高高原保養センター，2006年3月底關閉。クラフト㈱收購接管）
- 安藝能美療養中心（安芸能美保養センター，2006年3月底關閉）
- 阿波池田療養中心（心阿波池田保養センター，2006年3月底關閉。12月開始改以名義營運）
- 山中湖療養中心（山中湖保養センター，2007年2月底停業・3月底關閉）
- 鹿教湯療養中心（鹿教湯保養センター，2007年2月底停業・3月底關閉。由クラフト㈱收購接手。2011年8月，由子公司大江戸温泉物語㈱整修後重新營運）
- 能勢療養中心（能勢保養センター，2007年2月底停業・3月底關閉。5月開始民営の「能勢温泉（能勢温泉）」名義營運）
- 但馬海岸豐岡療養中心（但馬海岸豊岡保養センター，2007年2月底停業・3月底起關閉。アウルコーポレーション收購產權、2007年8月後以「ひだまり （页面存档备份，存于）」名義營運）
- 鳥取岩井療養中心（鳥取岩井保養センター，2007年2月底停業・3月底關閉）
- 三瓶療養中心（三瓶保養センター，2007年2月底停業・3月底關閉。2007年4月起以「四季會館・さひめ野（四季の宿・さひめ野）」名義營運）
- 遙照山療養中心（遙照山保養センター，2007年2月底停業・3月底關閉。6月起以「遙照山酒店（日语：遙照山ホテル）」名義營運）
- 武雄療養中心（武雄保養センター，2007年2月底停業・3月底關閉。9月開始以「奥武雄温泉・四季晴空（奥武雄温泉・四季のそら）」名義營運）
- 指宿療養中心（指宿保養センター，2007年2月底停業・3月底關閉。改以「休閒溫泉 錦江楼（こらんの湯 錦江楼）」名義營運）

## 関連項目
- MIELPARQUE - 日本郵政保有酒店基建設施，現委託民間作連鎖事業運營。
- U-PORT（品川区西五反田）- 另一委託民間營辦的旅館品牌。

## 脚注
1. ↑   (新闻稿). 日本郵政. 2009-05-29  [2014-02-15]. （原始内容存档于2019-04-26） （日语）.
2. ↑  . 讀賣新聞. 2011-03-29 （日语）.
3. ↑  重機で穴…廃虚同然かんぽの宿　マネーゲームの道具、地元「あまりに無責任」 的存檔，存档日期2011-02-27. - MSN産経ニュース2011年2月16日付

## 外部連結
- 簡保之宿 （页面存档备份，存于）